# Gaienhofen
Gaienhofen es una comunidad ribereña del lago Constanza en el Distrito de Constanza, estado Federado de Baden-Württemberg. 
Gaienhofen queda en la península de Höri entre los dos brazos norteños del lago denominados como Überlinger See y Untersee.
La comunidad consta desde su reforma en 1974 de cuatro partes, que con anterioridad fueron independientes: Gaienhofen, Gundholzen, Hemmenhofen y Horn.

## Edificios Públicos
- Escuela Hermann-Hesse con Höri-Halle“
- Palacio Municipal (Bürgerhaus)
- El lugar es muy famoso por la escuela internado evangélica, conocida como el Gymnasium Ambrosius-Blarer, el cual también ofrece clases sin necesidad de internarse. Los estudiantes pueden practicar el deporte del remo, en el cual se han destacado como primer lugar en los juegos juveniles federales de Berlín.
- Edificio para la tercera edad (44 espacios en la casa comunal, 15 casas apoyadas (desde 2006)

## Ciudades Hermanas
- St. Georges de Didonne, Francia
- Balatonföldvár, Hungría

## Cultura y Lugares para Ver

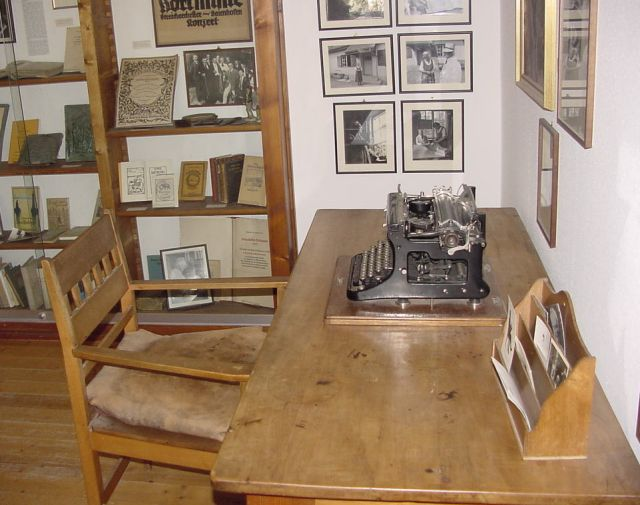
Escritorio de Hermann Hesse en el museo de la ciudad.

### Museos
- Museo Hermann-Hesse-Höri y Casa Hermann-Hesse con el jardín Hesse: El escritor alemán Hermann Hesse vivió aquí de 1904 a 1912.[3]
- Casa de Otto-Dix en Hemmenhofen

### Monumentos
- Fuente de Peter Lenk (llamada „Dix-Kurve“)
- Castillo Gaienhofen en la ribera del Lago de Constanza
- Iglesia Católica en Horn
- Torre de Agua con vista al lago
- Casas Günther-Adolph-Häuser
- Iglesia Evangélica de Melanchtonkirche
- Monumento Central (Kern-Denkmal)
- Villa Abel

### Turismo
- Sitio de Acampar Horn
- Hoteles
- Casas de fin de semana

### Naturaleza
- Sitio para observar aves de la NABU en la ribera del lago

## Personalidades
- Hermann Hesse, Escritor, vivió en Gaienhofen
- Otto Dix, Pintor, vivió en Hemmenhofen y allí está enterrado
- Hugo Erfurth, Fotógrafo
- Karl Kling, Corredor de Automóviles, vivió en Gaienhofen
- Klaus Nonnenmann, Escritor, vivió en Gaienhofen
- Christoph Theinert, Violonchelista, vive en Gaienhofen
- Matthias Dinter, Director y Caricaturista, creció en Gaienhofen
- Douglas Wolfsperger, Director de Cine, fue a la escuela en Gaienhofen